# Viry-Châtillon
Viry-Châtillon è un comune francese di 31 112 abitanti (al 1º gennaio 2022) situato nel dipartimento dell'Essonne nella regione dell'Île-de-France.

## Società

### Evoluzione demografica
Abitanti censiti